# フィルギャ
フュルギャ（古ノルド語: 単数：fylgja、複数：fylgjur）は、北欧神話に登場する、人に付き添う霊的存在。フィルギャは動詞「fylgja（従う）」の動作主名詞で「追随者」という意味である。
人間の女性の形を帯びる例がみられるが、さまざまな動物の形をとることもある。
武装した少女のイメージをフュルギャに与えたことからワルキューレが生まれただろうと考えられている。
山室静
フュルギヤ、フュルギエ 、フュルギア、フィルギャとも。

## 語源
このfylgjaの名称は、「伴う」を意味する古ノルド語に由来する 。
パウレルとマグヌースソンの共訳（1866年）では"follower"と訳しているが、"fetch"（アイルランドの伝承における、付きまとう霊的存在）を英訳名に充てることがしばしばである 。
しかしfylgjaには、"後産"、すなわち出産で排出された胎盤や羊膜の意味もあり、「フュルギャ」の概念は、この「胎盤」の語義とも無関係ではない、とされる（ゲイブリエル・ターヴィル＝ピーター説）。また、「後産」新生児が被って生まれることもある羊膜("caul")も指すと指摘されており、獣の皮(hamr)を被ることによる変身術や変身術者(hamramr)とも関連があろう、とも説かれている（北欧神話の「羽衣」fjaðrhamr 参照）。

## 伝承
民間伝承におけるフュルギャとは、その意味通りにおいては特定の人物につきまとう存在であり、おそらく先祖の「守護霊」に位置づけることもできる。また名前の意味（「フォロワー」）から「後をつける」存在を予想するが、通常の行動はその逆で、目的地に先取りして待ち受け、その人物となんらかの方法で通信する。ただし、その人物の死が間近になると、後をつけるようになるのだという。
フュルギャが人間の女性の姿をとる場合と、動物の姿をとる場合があるが、この二つの系統はそもそも別々の由来があったのであろう、とも考察される。ノルウェーの言語学者エルセ・ムンダルの説によれば、動物系のフュルギャは、その人が生まれ持ったオルター・エゴ（もうひとつの自我）なのであり、その人の死とともに滅び、他人の霊が憑いたものではないという。
フュルギャは、特定の家族や氏族にかかわる場合があり、それらは「氏族のフュルギャ」（ættarfylgja、複数形：ættarfylgjurt）とも呼ばれる。その近似類が「夢女」（draumkona）である（ § 眠りと夢参照）。また、アイスランドにおけるマル（mar, mara、いわゆる「ナイトメア」、メアを参照）は、本来の対象の個人をはなれて他人の夢に現れる様になったはぐれ霊体である、との解説がある。
「フュルギャ」という言葉は、はじめは動物系の霊体のみを指した語であり、後続的に女性の霊体にも転用されたのだとムンダル説では説いている。フォルケ・ストレムの解説によれば、本来のフュルギャは個人の性格や性質を帯びた動物等の姿（男性であれば雄々しい獣等の容姿）で現れたが、のちに女性形の神格（雑霊と違い祭祀対象でもあった）ディースとの混合が進み、氏族の女性守護者「フュリュギャコナ（＝フュリュギャ女）」としての性質をも帯びるようになった、としている。
運命を司る神格（ノルンが代表例）にはさまざまな種族がいるが、特定の人物や一族のために守護霊のように家につく者達がフュルギャとなった、とも説明される。家の人々が先祖からの栄誉を高めつつ新しい事柄を進めていくことで、強力で聡明なフュルギャが家族に従い、家の安泰を見守った。

### 胎盤の由来
語源 § でも触れたが、"fylgja"という語には、"胎盤、産後に排出される後産"の意味があり、生まれた子供と、一緒に出てきた胎盤（羊膜）との霊的なつながりの信仰が、フュルギャの概念の源流ではないかとの考察がされている。一部の主張によればフュルギャが顕現する動物のかたちは、その対象者の新生児の後産を食した動物の姿のそれだという。よってそれはネズミ、ヒツジ、犬、キツネ、猫、や猛禽類などの姿なのだという。

### 動物の形態
すなわちフュルギャはしばしば動物の形態で現れた。犬である例が典型的だが、他にもさまざまな動物の場合もあり、水棲動物のことさえあるという。
フュルギャは、その対象者の人格に似合った動物の姿をしていることがある、とも言われる。よって狡猾な人物にはキツネのフュルギャが憑き、美女には白鳥のような姿のフュルギャが憑くとされる。リーダー格の人物はフュルギャの形にそれが現れる。従順な性格ならば牡牛、ヤギ、イノシシ、手なずけられない（荒くれな）性格ならば、キツネ、オオカミ、鹿、クマ、ワシ、ハヤブサ、ライオン、蛇などのフュルギャが憑く。
一例では、アイスランド人のトルステインが子供の頃に、ある人にはトルステインの前をフュルギャである白熊が走っているのが見えていた。また、アイスランドの2人の農民が争った折、夜に2人の屋敷から雄牛と熊が出てきて激しく格闘した。朝、動物はいなくなったが、2人はそれぞれの寝床の中で疲れきって動けなくなっていた。

### 女性の形態
フュルギャは女性の姿で夢や現実世界に現れることがある。たとえば、アイスランド人グルームは、ある夜、巨躯の女性が自分の屋敷にやって来る夢を見た。彼は、ノルウェーにいる一族の長が亡くなったので、彼のフュルギャが一族で第二の地位にある自分のところに来たと考えた。間もなく長が亡くなった知らせが届いた（『ヴィーガ＝グルームのサガ』、「殺しのグルム」とも）。
また、アイスランドの農民トルギルスは、民会での争いを抱えていた折、民会の会場へ向かう途中で、目的地のほうから来た女から忠告を受けた。直後に女は消えてしまい、トルギルスは彼女が民会の場を去ったことに不安を覚えた。トルギルスは間もなく斬り殺されてしまった。そのようにフュルギャは人の前に現れてたびたび忠告をしたり、危険が近づいていることを教えた（『ラックス谷の人々のサガ』）。

### 眠りと夢
フュルギャは、眠りのなかに訪れるものがあるが、その典型例が『ギースリのサガ』のなかでギースリの眠りのなかに現れる吉兆と凶兆の「夢女」（draumkona）たちである。ムンダル説では、この夢女らなど予言的な女性のフュルギャは、運命を司るディースの一種と考えることができる、という。
また、別のサガにみえる予兆夢の例では、オトラダル（Otradalr）のアトリが、雌狐に率いられた18頭の狼を夢のお告げに見るが、実際に起きた襲撃の頭目は、その一帯でも悪名高い魔法使いの男であった（『イーサフィヨルド人ハーヴァルズのサガ』）。これもフュルギャの一例としてG・ターヴィル＝ピーター等が挙げている。
稀とされるのが馬の例で、赤馬に乗っている夢を見た本人インゴールヴ・ソルステインスソン（Ingólfur Þorsteinsson）が、吉兆だと楽観的にとらえたが、妻のシグニーはこの馬は男性のフュルギャであるマル（前出、≈ナイトメア）で、赤色は殺気を表していると解釈した。そして首領（ゴジ）を選出する会合に行くのを引き留めようとする。予兆は正夢となり、インゴールヴは首領になるが、すぐさま暗殺されてしまう（『ヴァトン谷のサガ』。

### 覚醒しての予告
また、別のサガでは、誰かが覚醒している間にもフュルギャが現れ、生死にかかわる予兆を告げる。つまり、誰かのフュルギャを視界にとらえるということは、その誰かの間近に迫った死の兆しなのである。たとえば、グズムンド・エイヨールヴスソン（「大グドムンド」）が外出していた間に、彼の兄弟が夢の中で、雄牛が屋敷に来て倉庫など全部の建物を覗いた後、高座で倒れて死ぬのを見た。やがてグズムンドが屋敷に帰ってくると、習慣として倉庫など全部の建物を覗き、それから高座で食事をとろうとしたときに倒れ、急死してしまった（『Ljósvetninga saga』）。また、やっかい詩人ハルフレズは、船上で死が間近となった時、武装した女性が波の上を渡っていくのを見て、自分のフュルギャが離れていったと気付いた。彼女がハルフレズの息子のところへ行き、歓迎の言葉をかけられると（『ハルフレズのサガ』）、彼女は姿を消した。

### 生き霊の例
絶体絶命的な危機を知らせるのが、その相手のいわば「生き霊」だった例もある。体外離脱した敵のフュルギャが、その意志や外観を反映した姿・気配で現れる。その気配に気付いた者は、その人物が間近まで迫っていることや、その向けられる悪意（殺意）を悟るのである。ノルウェー王のオーラヴ・トリグヴァソンが生まれて間もく、母アーストリーズ（アストリッド）に連れられ、追っ手を逃れて実家にいた。そのとき、母父（オーラヴの祖父）が獰猛なフュルギャの気配に気付き、オーラヴの父トリグヴィ王を弑した一味が送った追っ手の気配だろうと考え、アーストリーズとオーラヴを逃がした。また、オーラヴが9歳でホルムガルドにいる母方の伯父の元に向かった際は、彼が到着する前に、際だって強力で賢いフュルギャが人々の前に現れたため、人々は有力な家系の人がやがてこの国へ来るのだと知った。

## スコッタとモウリ
ヨウン・アウルトナソンのアイスランド民話集では、幽霊（"draugur"）の大分類をおき、その下のゾンビ・アンデッド系の話（自発生と使役タイプを選別）枝篇と「フィルギャ」の枝篇を置いている。しかし実際に「フィルギャ」の枝篇の話例として所収されているのは、ほとんどがスコッタ(skotta)という女性幽霊とモウリ(móri)という男性幽霊の説話である。しかし近年では、スコッタとモウリを悪霊とみなしたうえで、フュルギャと明確に分別する解説がみられる。
「スコッタ」という名前は、帽子のかぶり方が風変りだということに由来するという。アイスランド伝統のファルドゥル帽(faldur)をかぶるとき、突起が前向きに曲っているのが正装だが、幽霊ならば尻尾（アイスランド語: skott）のごとく後ろに垂らして被るのだという。
「スコッタ」は、常に褐色（赤褐色、mórauð）のファルドゥル帽をかぶっているが、男性の悪霊も常に褐色(mór)の上衣等を纏うため、この色にちなんで「モウリ」と呼ばれるのだという。しかし、他にも「lalli」や「goggur」等々の名前でよばれることもしばしある。

## 比類する神霊
古い神々とキリスト教がせめぎ合う頃には、人々の守護女神であるディシール（ディーシル。(en)）が人を殺す出来事もあったとされる。アイスランドの首領の1人、シーデのハル（シーダのハルとも）の息子に、ある夜9人の黒衣の女性が襲いかかりこれを倒した。この時9人の白衣の女性も現れていた。ハルの友人は、彼女たちがハルの一族のフュルギャだと考え、やがてアイスランドに新しい宗教がやって来る予感があること、旧来のディシールはその償いのために息子の命を奪っただろうこと、新しいディシールがそれを防ごうとしたが力が及ばなかっただろうことを話した。やがてオーラブ王が差し向けた宣教師タングブランドがアイスランドへ来ると、ハルは先んじて洗礼を受けた。